# Зувемби
Зувемби (англ. Zuvembie) — неологизм, обозначающий зомбиподобную нежить, результат колдовских обрядов вуду. Впервые существа упоминаются в рассказе Роберта Говарда «Голуби преисподней». В одном из русскоязычных переводов используется наименование Зумбези.

## Голуби преисподней
Рассказ в стиле хоррор, был написан Говардом в 1934 году, а напечатан в 1938 году, после смерти самого автора. По мнению многих критиков рассказ является шедевром литературы ужасов и, отражает многогранность писательского таланта Говарда, который мог писать не только в жанре героического фэнтези и авантюры. Рассказ изобилует мрачными тайнами культа вуду и излюбленной тематикой Говарда о культе змеи. «Голуби преисподней» были экранизированы в качестве одной из серий телесериала Трепет, в котором роль зувемби исполнила Оттола Несмит.

## Описание
Зувемби являются результатом использования магического зелья, рецепт которого знают жрецы вуду, поклоняющиеся змееподобному божеству Дамбала. Примечательно, что зувемби становятся только женщины (зомби-ведьма). Напоенная зельем женщина теряет свою личность, становясь кровожадной зомби, но вместе с тем обретает нечеловеческую силу и способности к гипнозу и управлению мёртвыми, а также долголетие. Зувемби не может разговаривать, но обладает способностью приманивать жертву с помощью сверхъестественного свиста, что делает её схожим с другим известным мифологическим персонажем — вендиго.
Ещё одной особенностью этого существа является способность внушения искусственной темноты, гипнотически ослабляя восприятие света потенциальной жертвой.
По всей видимости, зувемби вовсе не нуждается в пище, убивая лишь ради компенсации своей неукротимой ненависти, по сути являясь воплощением и орудием смертельной мести. Согласно тексту рассказа Говарда «Голуби преисподней», зувемби более сорока лет постоянно находилась в тайной комнате с тремя повешенными сёстрами, тела которых не имели следов повреждения.

## Появления в популярной культуре
- Зувемби, - машинально повторил старик. Глаза его опять затуманились. - Зувемби - это те, что когда-то были женщинами. О них знают на Невольничьем Берегу. О них рокочут по ночам барабаны на холмах Гаити. Творцов зувемби почитает народ Дамбалы. Смерть тому, кто расскажет о них белому человеку! Это одна из самых заклятых тайн Бога-Змея...Я слышал о зувемби. Видимо, колдуны знают рецепт снадобья, от которого женщины сходят с ума. Хотя это не объясняет всего остального: гипнотическую силу, небывалое долголетие, власть над мертвецами... Нет, зувемби, видимо, не просто безумная женщина. Это чудовище в облике человека, порожденное колдунами болот и джунглей...Вы только посмотрите на это лицо, на руки, похожие на клешни, на черные звериные когти! Да, раньше она была человеком
Изданный в 1954 году в США Comics Code Authority жёстко регламентировал цензуру, с которой должны считаться издатели комиксов. Одной из составляющих регламента был отказ от использования традиционных разновидностей фантастических существ, таких как зомби, вампиры, оборотни и т. д. Издатели нашли лазейку в регламенте, начав использовать иные названия для обозначения существ. Так, вместо слова зомби, компания Marvel для своих изданий стала использовать обозначение, придуманное Робертом Говардом. К 1981 году закон о цензуре комиксов был изменён и смягчён, в частности, слово «зомби» вновь разрешили использовать. В 1997 году зувемби снова были задействованы, на этот раз в одном из выпусков комикса о Чудо-Женщине.
Кроме того зувемби использовалось в ряде фантастических произведений:
- Рассказы Леонида Кудрявцева Мы зомби и А зомби здесь тихие[6]
- Рассказ Серебро и свинец — Владимир Серебряков, Андрей Уланов[7]
- Рассказ Ночная смена Николая Берга[8]
- Фильм Склеп[9]
- Романы Soul of Dragons и Demosouled Джонатана Мёллера
- Вселенная Обитель зла[10]